# Bowling Green State University
Bowling Green State University, BGSU, är ett amerikanskt offentligt forskningsuniversitet som ligger i Bowling Green, Ohio och hade totalt 16 554 studenter (14 099 undergraduate students och 2 455 postgraduate students) för hösten 2014.
1910 röstade Ohio General Assembly igenom delstatslagen Lowry Bill, som gav sitt godkännande till Ohios guvernör Judson Harmon till att etablera normalskolor i de nordöstra och nordvästra delarna av Ohio. Den 15 september 1914 grundades utbildningsinstitutionen som Bowling Green State Normal School och 1929 blev den ett college när den bytte namn till Bowling Green State College. I maj 1935 fick den statusen för ett universitet och fick namnet Bowling Green State University.
De tävlar med 18 universitetslag i olika idrotter via deras idrottsförening Bowling Green Falcons.

## Alumner
| Författare - James Baldwin - James Purdy Idrottare - Nick Bailen - Don Barber - Kevin Bieksa - Rob Blake - Dan Bylsma - Ryan Carpenter - Greg de Vries - David Ellett - Nelson Emerson - Mark Friedman - Garry Galley - Scott Hamilton - Andrew Hammond - Brian Holzinger - Mike Johnson - Ken Klee - Kory Lichtensteiger | - Mike Liut - Brian MacLellan - Jon Matsumoto - George McPhee - Ken Morrow - Daeqwon Plowden - Marc Potvin - Jonathan Sigalet - Mark Wells - Dave Wottle - Paul Ysebaert Politiker/offentlig förvaltning - Bob Latta - Tim Ryan Psykologer - Russell Barkley Skådespelare - Robert Patrick - James Pickens Jr. - Eva Marie Saint |